# Péter és a farkas

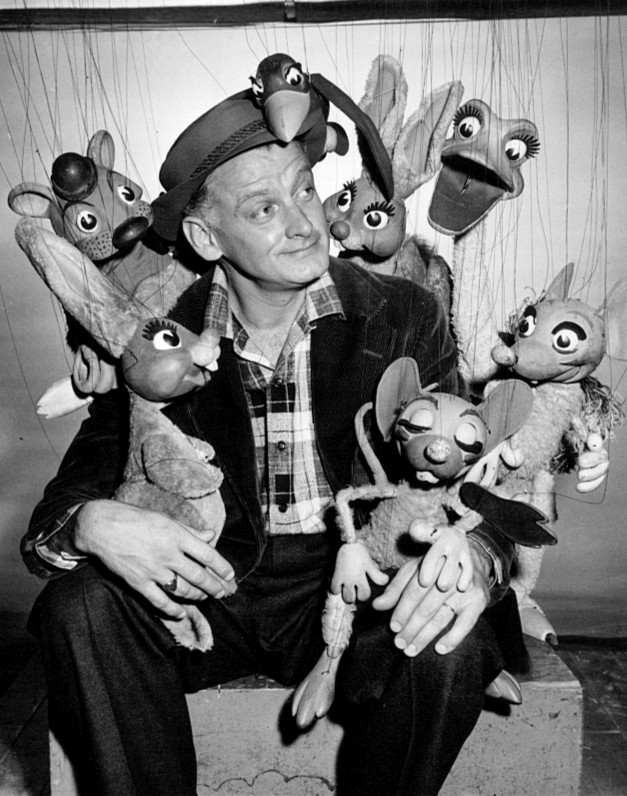
A Péter és a farkas egy amerikai tévéműsorban, 1958-ban

A Péter és a farkas (Петя и волк) Prokofjev gyermekeknek írt szimfonikus meséje, e műfajban valószínűleg a leggyakrabban előadott és legtöbb hangfelvételt megért zeneműve. Színházakban, leginkább bábszínházakban adják elő.
Prokofjev a művet 1936-ban írta (op.67) narrátorra és szimfonikus zenekarra.

## Történet
Péter és barátai, a kacsa, a kismadár és a macska izgalmas és tanulságos kalandokat élnek át, mire sikerül túljárniuk a gonoszt megtestesítő farkas eszén. Egy hajnalon Péter elcsatangol, hogy kismadár barátja társaságában élvezze a zöldellő rétet. Rövidesen megérkezik egy kiskacsa is a nyitva felejtett kertkapun át, mert meg akar fürdeni a tóban. Felébred a nagypapa és visszaparancsolja unokáját a kismadár, a kiskacsa és egy, a madárkát kiszemelő macska közeléből, mert túl veszélyes a hely, odatévedhet az erdőből egy farkas. Péter nem fél a farkasoktól. De megjelenik az erdőszélen a farkas, és bekapja a kiskacsát. Megcélozza a fa ágain megbúvó macskát és a kismadarat is. Péter a kulcsra zárt kaput megkerülve visszalopakodik egy faágon át. Megkéri a kismadarat, hogy terelje el a farkas figyelmét, míg ő egy lasszóval foglyul ejti azt. A felbukkanó vadászoknak már nincs is semmi dolguk. A farkast az állatkertbe terelik.
A mű egyfelől a gyermekek szórakoztatása szánt mű, másfelől viszont didaktikus célja van: megtanítani a gyerekeket az egyes hangszerek jellemző, egyedi hangzására. A mese szereplőit ezért egy-egy hangszer személyesíti meg: a kismadár témája fuvolán szól, a kacsáé oboán, a macskáé klarinéton, a nagyapóé fagotton, a farkasé három kürtön, Péteré pedig a vonósegyüttesen, míg a vadászok lövéseit az ütőhangszerek szólaltatják meg.

## Magyar nyelven
- Magyarul egy hanglemezen jelent meg a mű, a narrátor Bulla Elma volt.[1]

## Lemezválogatás
- 1956: Gérard Philipe, Orchestre symphonique d'État d'URSS, dir.: Gennagyij Nyikolajevics Rozsgyesztvenszkij
- 1957: Robert Hirsch, Philharmonia Orchestra, dir.: Herbert von Karajan
- 1959: Fernandel, dir.: d'Albert Wolff
- 1960: Leonard Bernstein, New York Philharmonic dir.: Leonard Bernstein
- 1961: Jean-Pierre Aumont, André Kostelanetz zenekara
- 1962: Robert Lamoureux, Orchestre des Concerts Lamoureux, dir.: Roberto Benzi
- 1965: Claude Piéplu, Orchestre de Paris, dir.: Igor Markevitch
- 1965: Sean Connery, Royal Philharmonic Orchestra, dir.: Doráti Antal
- 1970: Jacques Brel, Orchestre des Concerts Amoureux, dir.: Jean Laforge
- 1978: David Bowie, Philadelphia Orchestra, dir.: Ormándy Jenő
- 1984: Jacques Higelin, Orchestre philharmonique d'Israël, dir.: Zubin Mehta
- 1989, 1996: Sir John Gielgud, Orchestra of the Academy of London, dir.: Richard Stamp
- 1990: Charles Aznavour, Orchestre de chambre d'Europe, dir.: Claudio Abbado
- 1992: Lambert Wilson, Orchestre national du Capitole de Toulouse, dir.: Michel Plasson
- 1994: Sting, Chamber Orchestra of Europe, Claudio Abbado
- 1995: Olivier Saladin et François Morel, dir.: Dominique Debart
- 1999: Eddy Mitchell, Nouvel Ensemble Instrumental du Conservatoire de Paris, dir.: Jacques Pési
- 2007: Valérie Lemercier, Orchestre national du Capitole de Toulouse, dir.: Tugan Sokhiev
- 2013: The Amazing Keystone Big Band: dzsessz-változat

## Filmadaptációk
- 1946: Péter és a farkas – Walt Disney
- 1958, 1976: Péter és a farkas – szovjet bábfilmek
- 1995: Péter és a farkas – brit televíziós rajzfilm (46 perc)
- 2006: Péter és a farkas(wd) – lengyel, norvég, brit koprodukciós animációs film (33 perc; Oscar és egyéb díjak[2])